# Stop (The Moody Blues)
Stop is de zesde single van The Moody Blues.
The Moody Blues bevond zich in een moeilijk parket. Er kwam maar geen nieuw materiaal en het leek erop dat er geen band meer bestond. Om tijd te rekken werd deze single uitgegeven. Stop, dat op The Magnificent Moodies stond, werd vergezeld door Bye Bye Bird (of Burd) dat de afsluiter van die elpee was. Stop was gecomponeerd door de band zelf, Bye Bye Bird was een compositie van Sonny Boy Williamson II en Willie Dixon. Stop is een verzoek aan een vriend die de vriendin van de schrijver wil afpakken, Bye Bye Bird is het tegenovergestelde; vaarwel baby, vaarwel bird (slang voor meisje) en neem vooral je rommel mee. Feakes vergeleek het nummer in verband met de staccato-uitvoering met Can't get used to losing you van Doc Pomus en Mort Shuman, dat in 1963 een grote hit was geweest in het Verenigd Koninkrijk (nummer 2 aldaar) en de Verenigde Staten.
Stop haalde geen Europese hitparade; in de Verenigde Staten haalde het de 98e plaats in een top 100. Ook in Canada was het een hitje.
Het is het laatste plaatje gedurende de tijd dat Denny Laine en Clint Warwick nog deel uitmaakten van de band; zij vertrokken in augustus 1966 .